# Реймонд, Андре
Андре Августин Амос Раймонд (англ. André Augustine Amos Raymond; 9 ноября 2000, Чагуанас, Тринидад и Тобаго) — тринидадский футболист, защитник.

## Карьера
Воспитанник колледжа Напарима. В 19 лет Реймонд переехал в Португалию, где он несколько лет выступает за различные команды низших лиг.

### В сборной
В 2023 году был впервые вызван в состав сборной Тринидада и Тобаго. 11 марта того же года он дебютировал за нее в гостевом товарищеском матче против Ямайки, завершившемся победой «сока уорриорз» со счетом 1:0. Реймонд вышел в стартовом составе и провел на поле 52 минуты, после чего он уступил место на поле Джамилю Нептуну.